# Список эпизодов телесериала «Книжный магазин Блэка»
Список эпизодов британского телесериала «Книжный магазин Блэка», который транслировался с 29 сентября 2000 года по 15 апреля 2004 года на телеканале Channel 4. Всего было показано три сезона, каждый из которых содержал по шесть эпизодов.
Сериал называется по имени маленького книжного магазина, расположенного в интеллектуальном центре Лондона — Блумсбери. Его владелец — Бернард Блэк (Дилан Моран) — эксцентричный ирландец-мизантроп, большой любитель алкогольных напитков. Вместе с ним в действии принимают участие ещё двое: его помощник Мэнни (Билл Бэйли) и старая знакомая Франческа (Тэмзин Грейг), работающая в магазине по соседству.

## Обзор сезонов
| Сезон | Серии | Серии | Даты показа      | Даты показа     |
| Сезон | Серии | Серии | Первая серия     | Последняя серия |
| ----- | ----- | ----- | ---------------- | --------------- |
| 1     | 6     | 6     | 29 сентября 2000 | 3 ноября 2000   |
| 2     | 6     | 6     | 1 марта 2002     | 5 апреля 2002   |
| 3     | 6     | 6     | 11 марта 2004    | 15 апреля 2004  |

## Эпизоды

### Сезон 1 (2000)
| № общий | № в сезоне | Название                                | Режиссёр                      | Автор сценария            | Дата премьеры    |
| --- | ---------- | --------------------------------------- | ----------------------------- | ------------------------- | ---------------- |
| 1 | 1          | «Cooking the Books» «Готовка книг»      | Дилан Моран и Грэхэм Лайнехэн | Грэхэм Лайнехэн и Ник Вуд | 29 сентября 2000 |
| Бухгалтер Бернарда скрывается от полиции, и сам Бернард сталкивается с пугающей перспективой ведения собственных налогов. Мэнни по дороге на ненавистную работу покупает в магазине Блэка книжечку умиротворения, а на работе как-то умудряется проглотить её вместе с супом. Фрэн должна быть партнёром по родам у своей подруги, но забывает об этом, пытаясь понять назначение странной и непостижимой сферы, которую привезли в магазин, где она работает. Приглашённые актёры: Мартин Фримен (доктор Мэнни), Доминик Картер (скинхед) и Руперт Ванситтарт (привередливый покупатель).                                                          |            |                                         |                               |                           |                  |
| 2 | 2          | «Manny's First Day» «Первый день Мэнни» | Дилан Моран и Грэхэм Лайнехэн | Грэхэм Лайнехэн и Ник Вуд | 6 октября 2000   |
| Бернард просыпается в жутком похмелье и обнаруживает, что случайно дал Мэнни работу в книжном магазине. Он проводит день, пытаясь избавиться от него. Мэнни оказывается очаровательным, общительным и очень грамотным сотрудником, но Бернард всё-таки его увольняет. Фрэн удаётся убедить Бернарда оставить Мэнни в магазине. Приглашённые актёры: Дэвид Канн (кричащий посетитель), Грэхэм Лайнехэн (посетитель в футболке «I Love Books») и Рис Томас (студент). |            |                                         |                               |                           |                  |
| 3 | 3          | «Grapes of Wrath» «Гроздья гнева»       | Дилан Моран и Грэхэм Лайнехэн | Грэхэм Лайнехэн и Ник Вуд | 13 октября 2000  |
| Когда жуткая грязь в магазине переполняет чашу терпения Мэнни, он вызывает жуткого чистильщика. Бернард неохотно соглашается переждать уборку дома у друга. К сожалению, эти двое по ошибке умудрились выпить бутылку очень дорогого вина, которое должно было быть подарено Папе, и они должны срочно найти способ заменить его. Тем временем Фрэн идёт на свидание с милым парнем, но всё заканчивается не так, как она ожидала. Приглашённый актёр: Кевин Элдон (чистильщик). |            |                                         |                               |                           |                  |
| 4 | 4          | «The Blackout» «Затмение»               | Дилан Моран и Грэхэм Лайнехэн | Грэхэм Лайнехэн и Ник Вуд | 20 октября 2000  |
| После того, как Мэнни провёл свой день рождения пересматривая весь сериал «Летучий отряд Скотланд-Ярда» и поглощая эспрессо, он умудряется попасть в полицейский участок, причём там все уверены, что он — детектив. Бернард объясняет Фрэн, как ходил на званый ужин к старому другу, что в итоге привело к сломанной руке, а Фрэн рассказывает о событиях начиная с того, как она увидела своего парня на ужине с другой женщиной, и заканчивая госпитализацией с травмой шеи. Приглашённый актёр: Колин Макфарлайн (детектив). |            |                                         |                               |                           |                  |
| 5 | 5          | «The Big Lock-Out» «Взаперти»           | Дилан Моран и Грэхэм Лайнехэн | Грэхэм Лайнехэн и Ник Вуд | 27 октября 2000  |
| После того, как в магазин Бернарда залезли воры, Мэнни заказывает новую сигнализацию и бронированную дверь, однако не запоминает код разблокировки. В результате Мэнни оказывается в ловушке внутри магазина, наедине с бутылкой абсента, а Бернард оказывается заперт снаружи с деньгами, которых хватило лишь на попкорн и билет в кино. Между тем Фрэн встретилась со старым знакомым Хауэллом Грейнджером, у которого необыкновенно сексуальный голос. Приглашённые актёры: Ник Фрост (установщик сигнализации), Питер Серафинович (Хауэлл Грейнджер), Грэхэм Лайнехэн (покупатель в фаст-фуде) и Тони Вэй (работник в фаст-фуде и кинотеатре). |            |                                         |                               |                           |                  |
| 6 | 6          | «He's Leaving Home» «Он покидает дом»   | Дилан Моран и Грэхэм Лайнехэн | Грэхэм Лайнехэн и Ник Вуд | 3 ноября 2000    |
| Бернард наконец пережимает с постоянными издевательствами над Мэнни, и тот уходит из дома. Его быстро находит фотограф, у которого фетиш на бороды. Мэнни попадает в мир роскоши, о которой только мог мечтать. Однако вскоре он обнаруживает, что всё не так хорошо, как казалось. Приглашённые актёры: Омид Джалили (фотограф) и Дэвид Уолльямс (покупатель). |            |                                         |                               |                           |                  |

### Сезон 2 (2002)
| № общий | № в сезоне | Название                             | Режиссёр                              | Автор сценария | Дата премьеры |
| --- | ---------- | ------------------------------------ | ------------------------------------- | -------------- | ------------- |
| 7 | 1          | «The Entertainer» «Конферансье»      | Дилан Моран                           | Мартин Деннис  | 1 марта 2002  |
| Фрэн решает учиться играть на фортепиано и нанимает пожилого слепого русского репетитора. Его жёсткие методы обучения и неспособность Фрэн освоить фортепиано за 5 минут склоняют её всё бросить. Мэнни обнаруживает, что может играть на пианино чисто инстинктивно, а Бернард, вопреки всему, получает согласие на свидание с привлекательной женщиной. Приглашённая актриса: Нина Конти (девушка, с которой у Бернарда свидание). |            |                                      |                                       |                |               |
| 8 | 2          | «Fever» «Жара»                       | Дилан Моран, Кевин Сесил и Энди Райли | Мартин Деннис  | 8 марта 2002  |
| В Лондоне наступает жара, вызывая у Бернарда желание глазеть на красивых девушек и искать «летнюю девушку», заставляя Фрэн страдать от бессонницы, а Мэнни вынуждая паниковать по поводу его «Синдрома Дэйва». Естественно, Бернард отказывается верить в заболевание Мэнни и пытается повысить температуру Мэнни настолько, насколько это возможно. Фрэн обнаруживает, что стены её квартиры буквально сдвигаются, так как её недобросовестный арендодатель создал ещё одну квартиру. Приглашённые актёры: Джонни Вегас (арендодатель Фрэн) и Роуз Киган (Элис). |            |                                      |                                       |                |               |
| 9 | 3          | «The Fixer» «Посредник»              | Дилан Моран и Артур Мэтьюз            | Мартин Деннис  | 15 марта 2002 |
| Пока Фрэн отчаянно ищет работу, Мэнни получает звонок от старого друга Гаса, имеющего непосредственное отношение к преступному миру. Гас соглашается устроить Фрэн на работу к парню по имени Б. Ньюджент в обмен на то, чтобы книжный магазин провёл чтения новой книги его племянника Дэнни. Фрэн никак не может понять, что ей надо делать на новой работе, а Бернард и Мэнни выясняют, что Дэнни — головорез, который не умеет читать. Приглашённые актёры: Рики Гровер (Дэнни), Роб Брайдон (Б. Ньюджент) и Мик Уолтер (Гас).                                |            |                                      |                                       |                |               |
| 10 | 4          | «Blood» «Кровь»                      | Дилан Моран, Кевин Сесил и Энди Райли | Мартин Деннис  | 22 марта 2002 |
| Фрэн увлекается генеалогией и выясняет, что у неё есть родственники из Восточной Европы, но после встречи с ними пытается любыми способами избавится от новоявленных многочисленных дальних родственников. Тем временем Мэнни и Бернард пытаются сделать из магазина модный элитный книжный магазин-кафе, а затем и высококлассный ресторан. Однако магазин наводнён ордой неведомых существ и Мэнни с Бернардом должны приложить немало усилий, чтобы их извести. Приглашённый актёр: Марк Донован (кузен Грегор).                                               |            |                                      |                                       |                |               |
| 11 | 5          | «Hello Sun» «Здравствуй, солнце»     | Дилан Моран                           | Мартин Деннис  | 22 марта 2002 |
| Фрэн увлекается йогой со своей подругой Евой и начинает доставать всех лекциями о том, насколько лучше она себя чувствует. Тем не менее она не так хорошо контролирует собственные желания, как уверяет. Между тем Бернард обнаруживает полное собрание сочинений Фрейда и начинает мучить Мэнни диагностикой его различных многочисленных неврозов. Приглашённая актриса: Джессика Хайнс (Ева). |            |                                      |                                       |                |               |
| 12 | 6          | «A Nice Change» «Перемена к лучшему» | Дилан Моран                           | Мартин Деннис  | 5 апреля 2002 |
| Когда здание по соседству начинают ремонтировать круглосуточно, Бернард, Мэнни и Фрэн из-за непрерывного шума решают отправиться в отпуск. Мэнни хочет приключений, Фрэн хочет отдыха, а Бернард просто хочет быть в точно таком же месте, как его книжный магазин. Они быстро собираются и готовы отправиться в отпуск, однако из-за провалов в памяти у Мэнни, Фрэн приходится заказать дешёвые авиабилеты, что вынуждает их сделать огромное количество пересадок.                                                                                             |            |                                      |                                       |                |               |

### Сезон 3 (2004)
| № общий | № в сезоне | Название                                  | Режиссёр                              | Автор сценария | Дата премьеры |
| --- | ---------- | ----------------------------------------- | ------------------------------------- | -------------- | ------------- |
| 13 | 1          | «Manny Come Home» «Мэнни, вернись домой»  | Дилан Моран, Кевин Сесил и Энди Райли | Дэвид МакКарти | 11 марта 2004 |
| Фрэн возвращается из отпуска в Корнуолле и находит Бернарда, живущего среди истлевших книг и мертвых барсуков, и Мэнни, работающего по соседству в новом магазине книг «Голиаф». Мэнни ушёл из магазина Бернарда после того, как тот прижёг ему руку сэндвич-тостером. На новом месте работы Мэнни приходится иметь дело с менеджером Эваном, Фрэн старается помирить своих друзей ради себя, а Бернарду становится всё хуже из-за того, что за ним никто не присматривает. Приглашённый актёр: Саймон Пегг (Эван). |            |                                           |                                       |                |               |
| 14 | 2          | «Elephants and Hens» «Слоники и курочки»  | Дилан Моран, Кевин Сесил и Энди Райли | Мартин Деннис  | 18 марта 2004 |
| Фрэн уезжает на выходные, чтобы посетить девичник подруги Бекки, а в то же время Бернард и Мэнни, вдохновленные последним мероприятием, посвящённым детским книгам, решают написать и проиллюстрировать собственную книгу для детей. Первые усилия Бернарда выливаются в 1000-страничный роман, немного сложный для детей, но вот последующий шедевр может сделать их знаменитыми. Тем временем девичник Фрэн оборачивается катастрофой — игра в правду или действие открывает многие старые тайны. Приглашённые актёры: Люси Дэвис (Бекки), Оливия Колман (Таня), Чарли Хикс (Тимми) и Оливер Голдинг (молодой покупатель). |            |                                           |                                       |                |               |
| 15 | 3          | «Moo-Ma and Moo-Pa» «Му-Ма и Му-Па»       | Дилан Моран, Кевин Сесил и Энди Райли | Мартин Деннис  | 25 марта 2004 |
| Раздражающие родители Мэнни по имени «Му-Ма» и «Му-Па» неожиданно приезжают в гости к сыну из-за того, что Бернард удалил сообщения для Мэнни на автоответчике. Бернарда мгновенно приводит в ярость одно их существование, не говоря уже о раздражающих причудах и песнях. Однако терпение Фрэн и Бернарда начинает давать трещину, когда выясняется, что Мэнни несколько исказил правду о собственной жизни и достижениях в письмах родителям. Приглашённые актёры: Аннетт Кросби (Му-Ма), Сэм Келли (Му-Па) и Ник Фрост (голос на автоответчике).                                                                         |            |                                           |                                       |                |               |
| 16 | 4          | «A Little Flutter» «Немного риска»        | Дилан Моран, Кевин Сесил и Энди Райли | Мартин Деннис  | 1 апреля 2004 |
| После небольшой победы на скачках Бернард становится зависимым от азартных игр, и заставляет Фрэн и Мэнни конкурировать между собой, чтобы продать как можно больше книг. Когда только лошадей не хватает, Бернард начинает играть в нелегальный покер с группой безжалостных и удачливых игроков. Бернард проигрывает все деньги, а Фрэн и Мэнни нужно срочно придумать план, чтобы получить деньги для Бернарда, иначе он потеряет либо книжный магазин, либо ноги. Приглашённые актёры: Кит Аллен (Дэйв «Мышиное ухо» Смит) и Крейг Паркинсон (Мартин «Коммивояжёр»).                                                     |            |                                           |                                       |                |               |
| 17 | 5          | «Travel Writer» «Писатель-путешественник» | Дилан Моран, Кевин Сесил и Энди Райли | Мартин Деннис  | 8 апреля 2004 |
| Мэнни организует в магазине книжную вечеринку с харизматичным, но самовлюблённым писателем-путешественником Джейсоном. Все влюбляются в него и в его рассказы о далеких приключениях. Между тем арендодатель Бернарда умирает, а здание по наследству переходит кошке. Бернард решает убить кошку-домовладелицу и нанимает истребителя вредителей, чтобы исполнить задуманное. Приглашённые актёры: Джулиан Райнд-Татт (Джейсон) и Кэтрин Шепард (Бриджит). |            |                                           |                                       |                |               |
| 18 | 6          | «Party» «Вечеринка»                       | Дилан Моран, Кевин Сесил и Энди Райли | Мартин Деннис  | 8 апреля 2004 |
| В пятницу вечером Мэнни настаивает на том, чтобы пойти на вечеринку, на которой будет Ровена, девушка, которая ему нравится. Так как Бернард хочет посмотреть на человека, которому может понравиться Мэнни, а Фрэн хочет похвастаться новой причёской, все трое отправляются на вечеринку. Между тем увлечённость Мэнни Ровеной вынуждает Фрэн открыть ему правду о Бернарде. |            |                                           |                                       |                |               |